# Rakev

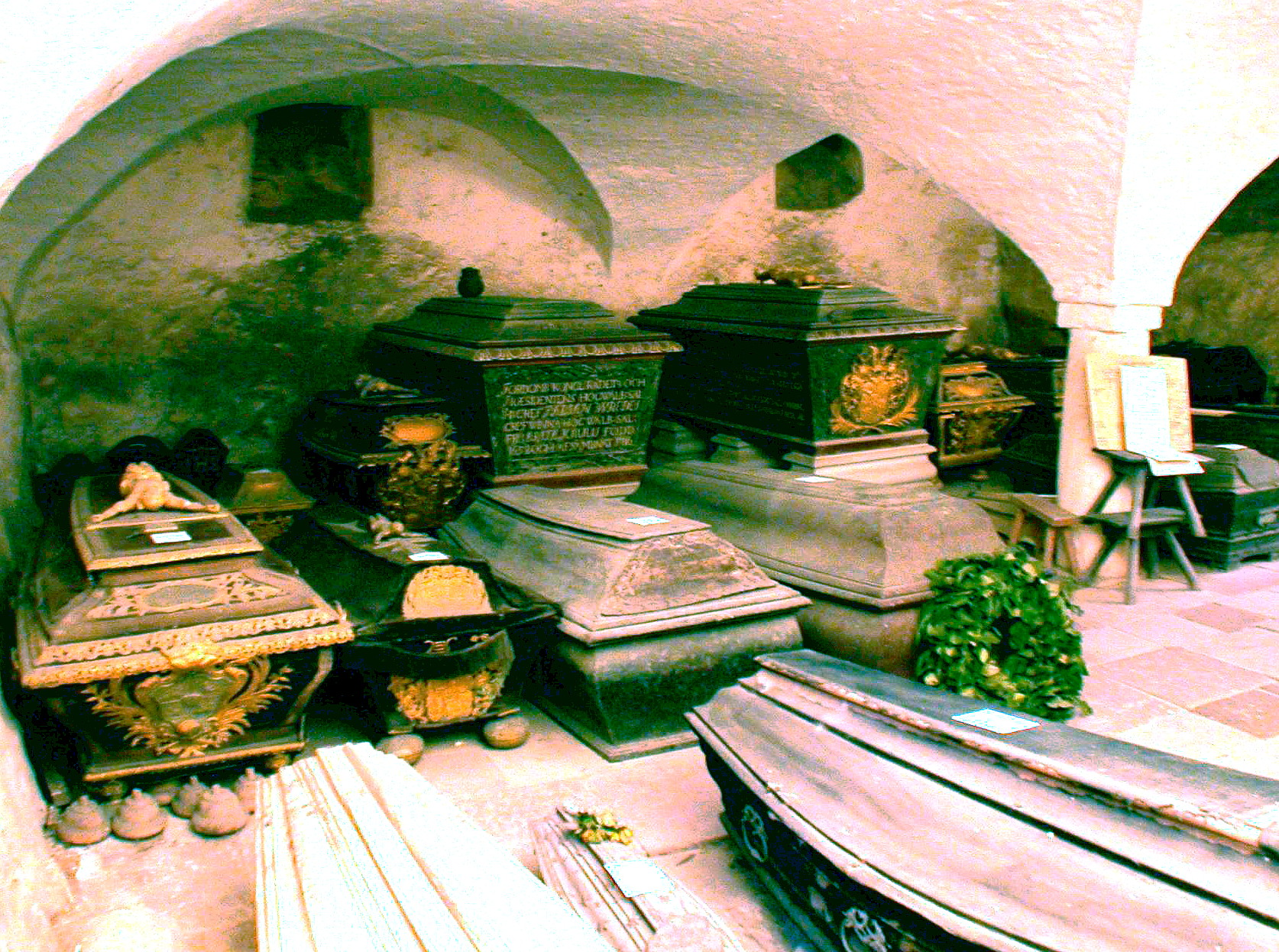
Různé rakve ve sklepení kostela v Uppsale

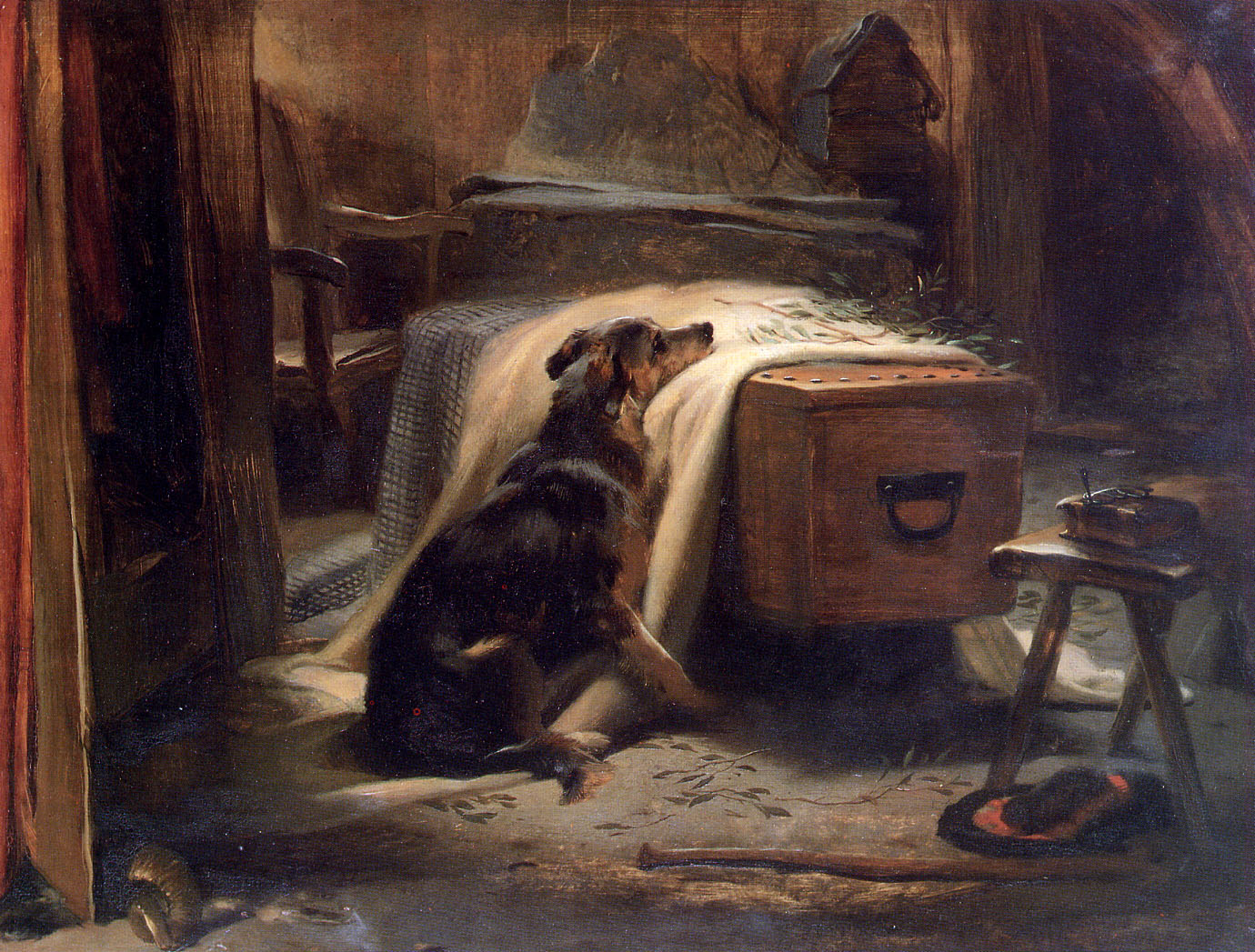
The Old Shepherd's Chief Mourner (Edwin Landseer, 1837)

Rakev je schránka na mrtvé tělo člověka nebo zvířete. Bývá ze dřeva či jiného materiálu. Dřevěné rakve zhotovují truhláři. Nebožtík se do ní ukládá před smutečním obřadem a je v ní až do jeho ukončení, rakev též slouží k přepravě nebožtíkova těla. Následně je spálen, nebo pohřben i s rakví do země, sarkofágu, případně je rakev uložena jinak.

## Etymologický vývoj
Slovo se v češtině objevuje poměrně pozdě (ve slovníku Lactifer Jana Aquensia Vodňanského (sepsán 1508, vytištěn 1511. Dříve byla rakev označována např. jako truhla nebo koryto)

## Historie v českých zemích
Většina českého obyvatelstva byla před rokem 1500 pravděpodobně pochovávána bez rakví.
Josef II. přechodně v rámci úsporných opatření zavedl pohřbívání ve výsypných rakvích (na více použití) nebo v pytlích.